# 제65보병사단
제65보병사단(第六十五步兵師團, 65th Infantry Division, 상징명칭: 밀물부대)은 대한민국 육군 제6군단의 예하 동원보병사단이었다.
1974년 10월 1일 전라북도 전주시에서 창설되었으며, 2017년 11월 30일 경기도 양주시에서 해체되었다.

## 편제
- 제183보병연대 "적토마"
- 제185보병연대 "비호"
- 제186보병연대 "독수리"
- 포병연대
  - 제356포병대대
  - 제357포병대대
  - 제358포병대대
  - 제932포병대대